# 25159 Michaelwest
25159 Michaelwest este o planetă minoră (asteroid), cu un diametru de 10,562 km, din centura de asteroizi. A fost descoperită pe 17 septembrie 1998 la Stația Anderson Mesa de Lowell Observatory Near-Earth-Object Search. 
Obiectul prezintă o orbită caracterizată de o semiaxă mare de 2,7769228 UAi, o excentricitate de 0,16, o înclinație de 2,18051 ° în raport cu ecliptica.